# Seznam českých osobností 20. století, H–J

## H
- Hugo Haas (18. 2. 1901 Brno – 1. 12. 1968 Vídeň) – herec, režisér
- Pavel Haas (21. 6. 1899 Brno – 17. 10. 1944 Osvětim) – skladatel, publicista
- Alois Hába (21. 6. 1893 Vizovice – 18. 11. 1973 Praha) – skladatel, teoretik, pedagog, hudební organizátor
- Gustav Habrman (24. 1. 1864 Třebová – 22. 3. 1932 Praha) – sociálnědemokratický politik
- Alexander Hackenschmied (17. 12. 1907 Praha – 26. 7. 2004 New York) – filmový kameraman, střihač, kritik
- Gustav Hacker (20. 9. 1900 Hlubany u Podbořan – 3. 6. 1979 Wiesbaden, Západní Německo) – českoněmecký agrární politik
- Emil Hácha (12. 7. 1872 Trhové Sviny – 27. 6. 1945 Praha) – právník, politik, prezident Česko-Slovenské republiky, státní prezident Protektorátu Čechy a Morava
- Arnošt Hais (30. 11. 1893 Rottenstein u Amstädtenu, Rakousko – 16. 6. 1971 Vídeň) – komunistický politik, sociálnědemokratický politik, odborový funkcionář
- Alois Hajda (7. 7. 1928 Poličky u Nezamyslic – 8. 5. 2021 Brno-Lesná) – divadelní režisér, rektor JAMU
- Jiří Hájek (6. 6. 1913 Krhanice u Benešova – 22. 10. 1993 Praha) – politik
- Miloslav Hájek (2. 12. 1923 Brno – 7. 10. 1995 Zlín) – evangelický teolog, duchovní a synodní senior Českobratrské církve evangelické
- Viktor Hájek (15. 7. 1900 Hustopeče u Brna – 7. 3. 1968 Praha) – evangelický teolog, duchovní a synodní senior Českobratrské církve evangelické
- Eduard Haken (28. 3. 1910 Šklín na Volyňsku, nyní Běloruská republika – 12. 1. 1996 Praha) – pěvec-basista.
- František Hála (20. 6. 1893 Dražovice u Vyškova – 27. 8. 1952 Bílá Voda) – římskokatolický duchovní, politik
- Kamil Hála (1. 8. 1931 Most – 28. 10. 2014 Praha) – hudebník a skladatel, dirigent a vedoucí Jazzového orchestru Čs. rozhlasu v 60. letech
- František Halas (3. 10. 1901 Brno – 27. 10. 1949 Praha) – básník
- Tomáš Halík (1. 6. 1948 Praha –) – teolog, kněz, profesor
- Antonín Hampl (12. 4. 1875 Jaroměř – 17. 5. 1942 ve vězení Moabit v Berlíně) – československý sociálnědemokratický politik
- František Hamza – lékař a spisovatel
- Jan Hanč (30. 5. 1916 Plzeň – 19. 7. 1963 Praha) – autor deníkových záznamů
- Petr Haničinec (15. 9. 1930 Pardubice – 7. 11. 2007 Bratronice) – herec
- Jan Hanuš (2. 5. 1915 Praha – 30. 7. 2004 Praha) – skladatel, redaktor, organizátor
- Jiří Hanzelka (24. 12. 1920 Štramberk – 15. 2. 2003 Praha) – cestovatel, publicista
- Jaromír Hanzlík (16. 2. 1948 Český Těšín –) – herec
- Vlastimil Harapes (24. 7. 1946 Chomutov –) – tanečník, choreograf, šéf baletu
- Antonín Hasal (7. 1. 1883 Nová Huť pod Nižborem – 22. 4. 1960 Washington, USA) – československý generál
- Jaroslav Hašek (30. 4. 1883 Praha – 3. 1. 1923 Lipnice u Havlíčkova Brodu) – prozaik, satirický žurnalista, bohém
- Milan Hašek (4. 10. 1925 Praha – 14. 11. 1984 Praha) – lékař, biolog, imunolog
- Karel Hašler (31. 10. 1879 Praha – 22. 12. 1941 Mauthausen) – herec, textař, skladatel, spisovatel, dramatik, režisér
- Jiřina Hauková (27. 1. 1919 Přerov – 15. 12. 2005 Praha) – básnířka, překladatelka
- Miloš Havel (3. 11. 1899 Praha – 23. 2. 1968 Mnichov, SRN) – filmový podnikatel
- Václav Havel (5. 10. 1936 Praha – 18. 12. 2011 Vlčice-Hrádeček) – dramatik, esejista, politik, československý prezident, první český prezident
- Jiří Havelka (25. 7. 1892 Orel, Rusko – 5. 6. 1964 Hostomice pod Brdy) – právník, československý politik
- Svatopluk Havelka (2. 5. 1925 Vrbice, okres Karviná – 24. 2. 2009 Praha) – skladatel, pedagog
- Jaroslav Havlíček (3. 2. 1896 Jilemnice – 7. 4. 1943 Praha) – romanopisec
- Josef Havlíček (5. 5. 1899 Praha – 30. 12. 1961 Praha) – architekt
- Bohuslav Havránek (30. 1. 1893 Praha – 2. 3. 1978 Praha) – jazykovědec, slavista, bohemista
- Vilém Heckel (21. 5. 1918 Plzeň – 31. 5. 1970 Peru) – fotograf
- Hana Hegerová (20. 10. 1931 Bratislava – 23. 3. 2021 Praha) – zpěvačka slovenského původu
- Jiří Hejda (25. 2. 1895 Praha – 25. 4. 1985 Praha) – spisovatel, publicista, československý politik, národohospodář, účastník protinacistického odboje
- Zbyněk Hejda (2. 2. 1930 Hradec Králové – 16. 11. 2013 Praha) – básník
- Ladislav Hejdánek (10. 5. 1927 Praha – 28. 4. 2020 Praha) – filozof, vysokoškolský pedagog
- Zdeněk Hejzlar (18. 7. 1921 Dobřany – 6. 8. 1993 Stockholm) – československý politolog, politický pracovník, účastník protinacistického odboje
- Vladimír Helfert (24. 3. 1886 Plánice, okres Klatovy – 18. 5. 1945 Praha) – hudební vědec, pedagog, publicista
- Jiří Hendrych (18. 12. 1913 Lom u Mostu – 16. 5. 1979 Praha) – komunistický politik
- Jan Hendrych (28. 11. 1936) – sochař, vedoucím sochařského ateliéru na AVU, žák Josefa Wagnera
- Konrad Henlein (6. 5. 1898 Maffersdorf, dnes Vratislavice nad Nisou – 10. 5. 1945 Plzeň) – českoněmecký nacionalistický politik, nacistický politik
- Ivan Herben (26. 2. 1900 Praha – 25. 10. 1968 Pacific Grove, USA) – novinář, politik
- Jan Herben (7. 5. 1857 Brumovice – 24. 12. 1936 Praha) – novinář, spisovatel
- Ljuba Hermanová (23. 4. 1913 Neratovice – 21. 5. 1996 Praha) – zpěvačka, herečka
- Jaroslav Heyrovský (20. 12. 1890 Praha – 27. 3. 1967 Praha) – chemik, nositel Nobelovy ceny
- Karel Hugo Hilar (5. 11. 1885 Sudoměřice – 6. 3. 1935 Praha) – divadelní režisér, dramaturg, kritik
- Kamil Hilbert (12. 2. 1869 Louny – 25. 6. 1933 Praha) – architekt, restaurátor
- Karl Hilgenreiner (22. 2. 1867 Friedberg, SRN – 8. 5. 1948 Vídeň, Rakousko) – českoněmecký teolog, politik
- Sylva Hinterseer Malá (20. 12. 1963 Most) – zpěvačka lidové hudby
- Josef Hiršal (24. 7. 1920 Chomutičky u Hořic – 15. 9. 2003 Praha) – básník, překladatel, autor memoárů
- Radim Hladík (13. 12. 1946 Praha – 4. 12. 2016 Praha) – hudebník
- Jana Hlaváčová (26. 3. 1938 Praha –) – herečka
- Milan Hlavsa (6. 3. 1951 Praha – 5. 1. 2001 Praha) – hudebník
- Oldřich Hlavsa (4. 11. 1909 Náchod – 1995) – knižní grafik, typograf, publicista
- František M. Hník (9. 2. 1905 Úpice – 28. 4. 1962 Olomouc) – teolog, duchovní a biskup Církve československé husitské, vysokoškolský pedagog
- František Xaver Hodáč (21. 8. 1883 Brno – 10. 5. 1942 Zlín) – národohospodář, publicista, politik, účastník protirakouského odboje, účastník protinacistického odboje
- Břetislav Hodek (24. 5. 1924 Praha – 19. 3. 2007 Praha) – lexikograf, shakespearolog, literární vědec, překladatel
- Anežka Hodinová-Spurná (12. 1. 1895 Doubravice u Litovle – 1. 4. 1963 Praha) – československá komunistická politička, pracovnice ženského hnutí, pracovnice mírového hnutí
- Fedor Hodža (4. 11. 1912 Budapešť – 17. 9. 1968 New York) – československý právník, publicista, diplomat, politik
- Milan Hodža (1. 2. 1878 Sučany u Martina – 27. 6. 1944 Clearwater, USA) – novinář, publicista, československý diplomat, politik
- Josef František Maria Hoffmann (15. 12. 1870 Brtnice – 07. 05. 1956 Vídeň) světoznámý architekt vídeňské secese a proslulý designér
- Karel Hoffmann (* 15. 6. 1924 Stod – 21. 2. 2013) – politik
- Adolf Hoffmeister (15. 8. 1902 Praha – 24. 7. 1973 Říčky u Rychnova n. Kněžnou) – výtvarný umělec, spisovatel, publicista, kulturní pracovník
- Vlastislav Hofman (6. 2. 1884 Jičín – 28. 3. 1964 Praha) – architekt, výtvarník, scénograf
- Karel Höger (17. 6. 1909 Brno – 4. 5. 1977 Praha) – herec, pedagog
- Dagmar Hochová-Reinhardtová (10. 3. 1926 Praha) – fotografka
- Vladimír Holan (16. 9. 1905 Praha – 31. 3. 1980 Praha) – básník, překladatel
- Jiří Holeček (18. 3. 1944 Praha –) – hokejista
- Jaroslav Holík (3. 8. 1942 Havlíčkův Brod –) – hokejista
- Miroslav Holub (13. 9. 1923 Plzeň – 14. 7. 1998) – básník, esejista, vědec
- Miloslav Holý (4. 10. 1897 Praha – 3. 3. 1974 Praha) – malíř, grafik
- Ivan Honl (23. 4. 1866 Zbýšov – 7. 6. 1936 Lázně Běloves) – lékař, bakteriolog, sérolog, organizátor občanských iniciativ v boji proti tuberkulóze
- Karel Honzík (24. 9. 1900 Le Croisic – 4. 2. 1966 Praha) – architekt, teoretik architektury
- Jindřich Honzl (14. 5. 1894 Humpolec – 20. 4. 1953 Praha) – režisér, teoretik, publicista, pedagog
- Vladimír Hoppe (19. 8. 1882 Brno – 3. 3. 1931 Praha) – filosof
- Josef Hora (8. 7. 1891 Dobříň u Roudnice nad Labem – 21. 6. 1945 Praha) – básník, publicista, překladatel, prozaik
- Ota Hora (26. 11. 1909 Golčův Jeníkov –) – národněsocialistický publicista, československý politik
- Jiří Horák (24. 2. 1924 Hradec Králové – 25. 7. 2003 Englewood, USA) – politolog, politik
- Josef Horák (24. 6. 1915 Hřebeč – 18. 1. 1949 Swindon GB) – pilot 311 RAF z Lidic
- Milada Horáková (25. 12. 1901 Praha – 27. 6. 1950 Praha) – politička
- Jaroslav Horejc (15. 6. 1886 Praha – 3. 1. 1983 Praha) – sochař, průmyslový výtvarník
- Karel Horký (25. 4. 1879 Ronov nad Doubravou – 2. 3. 1965 Praha) – spisovatel, publicista, novinář, politik, účastník protirakouského odboje
- Miroslav Horníček (10. 11. 1918 Plzeň – 15. 2. 2003 Liberec) – herec, dramatický autor, režisér, spisovatel
- Rudolf Horský (4. 12. 1914 Vamberk – 4. 8. 2001 Praha) – teolog, duchovní a biskup Církve československé husitské, vysokoškolský pedagog
- Egon Hostovský (23. 4. 1908 Hronov – 7. 5. 1973 Montclair-New Jersey v USA) – spisovatel
- Bohumil Hrabal (28. 3. 1914 Brno-Židenice – 3. 2. 1997 Praha) – prozaik
- Arnošt Hrad (5. 4. 1914 Praha – 3. 10. 1938 Červená Voda) – čs. voják, příslušník 6 hraničářského pluku, na protest proti Mnichovské zradě spáchal sebevraždu v objektu čs. opevnění K-S 14 „U cihelny“
- Aleš Hrdlička (29. 3. 1869 Humpolec – 5. 9. 1943 Washington) – americký antropolog českého původu
- Josef Hromádka (25. 9. 1936 Hodslavice) – evangelický duchovní a synodní senior Českobratrské církve evangelické, politik
- Josef Lukl Hromádka (8. 6. 1889 Hodslavice – 26. 12. 1969 Praha) – protestantský filosof, teolog, vysokoškolský pedagog
- Bedřich Hrozný (6. 5. 1879 Lysá nad Labem – 12. 12. 1952 Praha) – orientalista
- Mořic Hruban (30. 11. 1862 Brodek – 16. 9. 1945 Olomouc) – politik, novinář, právník
- František Hrubín (17. 9. 1910 Praha – 1. 3. 1971 České Budějovice) – básník, dramatik
- Adolf Hrubý (21. 5. 1893 Mláka u Třeboně – 9. 6. 1951) – agrární politik, ministr protektorátní vlády
- Rudolf Hrušínský (17. 10. 1920 Nový Etynk, nyní Nová Včelnice, u Kamenice nad Lipou – 13. 4. 1994 Praha) – herec, režisér, vlastním jménem Rudolf Böhm
- Jiří Hrzán (30. 3. 1939 Tábor – 22. 9. 1980 Praha) – herec
- Antonín Hřebík (24. 2. 1902 Řevnice u Prahy – 20. 11. 1984 Chicago) – představitel Sokola, účastník protinacistického odboje
- Jiří Hubač (27. 8. 1929 Praha – 27. 9. 2011 Praha) – dramatik, televizní scenárista
- Karel Hubáček (23. 2. 1924 Praha – 23. 11. 2011 Liberec) – architekt, urbanista, pedagog
- Marie Hübnerová (12. 10. 1865 Slatina nad Zdobnicí – 5. 8. 1931 Praha) – herečka, vlastním jménem Marie Rufferová
- Alois Hudec (12. 7. 1908 Račice – 27. 1. 1997 Praha) – sportovní gymnasta
- Josef Hudec (24. 5. 1873 Zaječice – 27. 12. 1957 Praha) – politik, novinář
- Václav Hudeček (21. 2. 1929 Praha – 3. 12. 1991 Praha) – divadelní režisér
- Václav Hudeček (7. 6. 1952 Rožmitál pod Třemšínem –) – houslista.
- Luděk Hulan (11. 10. 1929 Praha – 22. 2. 1979 Praha) – jazzový hudebník
- Ilja Hurník (25. 11. 1922 Poruba u Ostravy – 7. 9. 2013 Praha) – skladatel, klavírista, pedagog, spisovatel, publicista
- Jaroslav Hurt (30. 12. 1877 Přerov – 15. 4. 1959 Tábor) – herec, režisér, rozhlasový pracovník, pedagog
- Karel Husa (7. 8. 1921 Praha –  14. 12. 2016 USA) – skladatel, dirigent, pedagog
- Gustáv Husák (10. 1. 1913 Bratislava-Dúbravka – 18. 11. 1991 Bratislava) – právník, československý politik, československý prezident
- Jaroslav Hutka (21. 4. 1947 Olomouc –) – hudebník
- Josef Hutter (28. 2. 1894 Praha – 2. 12. 1959 Praha) – hudební vědec, kritik, publicista, pedagog
- Boris Hybner (5. 8. 1947 Vyškov – 2. 4. 2016 Praha) – mim, herec, režisér, choreograf, divadelní podnikatel
- Ota Hynie (23. 3. 1899 Dobrovice – 19. 12. 1968 Praha) – hydrogeolog
- Miloš Hynšt (9. 12. 1921 Chudobín – 1. 11. 2010) – režisér, pedagog

## Ch
- Mikoláš Chadima (9. 9. 1952 Cheb –) – hudebník
- Jindřich Chalupecký (12. 2. 1910 Praha – 19. 6. 1990 Praha) – teoretik umění, kritik umění
- Emanuel Chalupný (14. 12. 1879 Tábor – 27. 5. 1958 tamtéž) – sociolog
- Josef Charvát (6. 8. 1897 Praha – 31. 1. 1984 Praha) – lékař-internista
- Bohuslav Chňoupek (10. 8. 1925 Bratislava-Petržalka – 28. 5. 2004 Praha) – publicista, československý komunistický politik
- Josef Chochol (13. 12. 1880 Písek – 6. 7. 1956 Praha) – architekt, teoretik
- Vlasta Chramostová (17. 11. 1926 Brno –) – herečka
- Ladislav Chudík (27. 5. 1924 Hronec – 29. 6. 2015 Bratislava) – herec, divadelní pedagog
- František Chvalkovský (30. 7. 1885 Jílové u Prahy – 25. 2. 1945 Berlín) – československý diplomat, politik
- Věra Chytilová (2. 2. 1929 Ostrava) – filmová režisérka

## I
- Anna Iblová (25. 3. 1893 Praha – 16. 7. 1954 Praha) – herečka
- Alois Indra (17. 3. 1921 Medzev na Slovensku – 2. 8. 1990 Praha) – komunistický politik
- Sergěj Ingr (2. 9. 1894 Vlkoš u Vyškova – 17. 6. 1956 Paříž) – československý generál, politik, diplomat
- Josef Istler (13. 11. 1919 Praha – 19. 6. 2000) – malíř, grafik
- Miloslav Ištvan (2. 9. 1928 Olomouc – 26. 1. 1990 Brno) – skladatel, hudební teoretik, pedagog
- Milan Ivanka (25. 10. 1876 Turčanský Sv. Martin – 26. 8. 1950 Bratislava) – československý politik, účastník protifašistického odboje

## J
- Miloš Jakeš (12. 8. 1922 České Chalupy) – komunistický politik, vlastním jménem Milouš Jakeš – jméno na Miloš mu bylo změněno z politických důvodů
- Wenzel Jaksch (25. 9. 1896 Dlouhá Stropnice na Šumavě – 27. 11. 1966 SRN) – českoněmecký sociálnědemokratický politik
- Leoš Janáček (3. 7. 1854 Hukvaldy – 12. 8. 1928 Ostrava) – skladatel, sbormistr, etnograf, hudební teoretik, pedagog, organizační pracovník
- Pavel Janák (12. 3. 1882 Praha – 1. 8. 1956 Praha) – architekt, teoretik, architektury
- Petr Janda (2. 5. 1942 Praha) – hudebník
- František Janda-Suk (25. 3. 1878 Postřižín u Roudnice – 23. 7. 1955 Praha) – atlet
- František Janeček (23. 1. 1878 Klášter – 4. 6. 1941 Praha) – technik, průmyslník
- Ota Janeček (15. 8. 1919 Pardubičky u Pardubic – 1. 7. 1996) – kreslíř, malíř, grafik, keramik
- Ludmila Jankovcová (8. 8. 1897 Kutná Hora – 5. 9. 1990 Praha) – sociálnědemokratická politička, komunistická politička
- Oldřich Janota (27. 8. 1949 Plzeň – 27. 7. 2024) – hudebník
- Karel Janoušek (30. 10. 1893 Přerov – 27. 10. 1971 Praha) – letec, československý generál
- Vladimír Janoušek (30. 1. 1922 Přední Ždírec – 8. 9. 1986 Praha) – sochař
- Iva Janžurová (19. 5. 1941 Žirovnice u Pelhřimova) – herečka
- Miloslav Jareš (12. 1. 1903 Praha – 18. 7. 1980 Praha) – rozhlasový, divadelní a filmový režisér
- Vojtěch Jarník (22. 12. 1897 Praha – 22. 9. 1970 Praha) – matematik
- Jiří Jaroš (16. 3. 1931 Brno) – režisér, autor loutkových her
- Otakar Jaroš (1. 8. 1912 Louny – 8. 3. 1943 Sokolovo) – československý důstojník, účastník protinacistického odboje
- Vojtěch Jasný (30. 11. 1925 Kelč u Vsetína) – filmový režisér
- Rudolf Jedlička (20. 2. 1869, Lysá nad Labem – 26. 10. 1926, Nový Svět – Harrachov) – chirurg, rentgenolog, radiolog, iniciátor, mecenáš řady sociálně zdravotních iniciativ
- Ivona Jeličová (5. 8. 1981 Brno) – primabalerína
- František Antonín Jelínek (8.3.1890 Praha – 26.2.1977 Kochánov u Světlé nad Sázavou) – akademický malíř
- Hanuš Jelínek (3. 9. 1878 Příbram – 28. 4. 1944 Praha) – překladatel, básník
- Oldřich Jelínek (26. 2. 1930 Košice) – grafik, ilustrátor, malíř, karikaturista
- Joe Jenčík (22. 10. 1893 Praha – 10. 5. 1945 Praha) – tanečník, choreograf, spisovatel
- Otakar Jeremiáš (17. 10. 1892 Písek – 5. 3. 1962 Praha) – skladatel, dirigent, pedagog, organizační pracovník
- Karel Jernek (31. 3. 1910 Praha – 22. 6. 1992 Praha) – divadelní režisér
- Milena Jesenská (10. 8. 1896 Praha – 17. 5. 1944 Ravensbrück) – publicistka
- Jaroslav Ježek (25. 9. 1906 Praha – 1. 1. 1942 New York) – skladatel, klavírista, dirigent, sbormistr
- Josef Ježek (2. 8. 1884 Žamberk – 1969 Praha) – československý policejní úředník, generál četnictva, protektorátní ministr vnitra
- Tomáš Ježek (15. 3. 1940 Plzeň) – ekonom, politik, otec kupónové privatizace
- Václav Ježek (1. 10. 1923 Praha – 2. 8. 1995 Praha) – fotbalový trenér
- Zdeněk Jičínský (26. 2. 1929 Ostřešany u Pardubic) – právník, politolog, politik
- Bohumil Jílek (17. 10. 1892 Deštná – 3. 8. 1963 New York) – komunistický politik, agrární politik, novinář
- Jindřich Jindřich (5. 3. 1876 Klenčí pod Čerchovem – 23. 10. 1967 Domažlice) – skladatel, klavírista, doprovazeč, sbormistr, etnograf, sběratel, upravovatel lidových písní
- Karel Boleslav Jirák (28. 1. 1891 Praha – 30. 1. 1972 Chicago) – skladatel, pedagog, dirigent, publicista, organizátor
- Vladimír Jiránek (6. 6. 1938 Hradec Králové) – karikaturista, kreslíř, výtvarník, režisér kreslených filmů
- Alois Jirásek (23. 8. 1851 Hronov – 12. 3. 1930 Praha) – spisovatel
- Arnold Jirásek (3. 7. 1887 Praha – 28. 7. 1960 Praha) – lékař-chirurg
- Jiřina Jirásková (17. 2. 1931 Praha – 7. 1. 2013 Praha) – herečka
- Jaromil Jireš (10. 12. 1935 Bratislava – 24. 10. 2001 Praha) – filmový režisér, scenárista
- Zdeněk Jirotka (7. 1. 1911 Ostrava – 22. 4. 2003) – humoristický spisovatel
- Ivan Martin Jirous (23. 9. 1944 Humpolec) – výtvarný teoretik, kritik, básník, textař, publicista
- Nina Jirsíková (6. 2. 1910 Praha – 23. 11. 1978 Praha) – tanečnice, choreografka
- Václav Jiřikovský (8. 5. 1891 Praha – 9. 5. 1942 Osvětim, Polsko) – divadelní podnikatel, ředitel, režisér
- Eva Joachimová (29. 3. 1954 Praha) - poslední mluvčí Charty 77, autorka knih HAM YU
- Jaromír John (16. 4. 1882 Klatovy – 24. 4. 1952 Jaroměř) – spisovatel, výtvarný kritik, estetik
- Jiří John (6. 11. 1923 Třešť – 22. 6. 1972 Praha) – malíř, grafik, ilustrátor
- Helena Johnová (22. 1. 1884 Soběslav – 14. 2. 1962 Praha) – sochařka, keramička
- Emil Juliš (21. 10. 1920 Praha – 25. 12. 2006 Louny) – básník
- Gustav Jungbauer (17. 7. 1886 Horní Planá – 23. 10. 1942 Praha) – českoněmecký etnograf
- Milan Jungmann (18. 1. 1922 Hořany u Mostu – 27. 1. 2012 Praha) – literární kritik
- Eliška Junková (16. 11. 1900 Olomouc – 5. 1. 1994 Praha) – automobilová závodnice
- Rudolf Jurda (12. 12. 1921 Brno – 26. 6. 1978 Brno) – herec, režisér
- Alfréd Justitz (19. 7. 1879 Nová Cerekev u Pelhřimova – 9. 2. 1934 Bratislava) – malíř

## Prameny
Jako pomůcka sloužila encyklopedie KDO JE KDO
a encyklopedie Diderot 2002